# Kölner Borten

Detail van Kölner Borte met levensboom, derde kwart vijftiende eeuw. Museum Catharijneconvent, ABM t2098a.

Kazuifel met Kölner Borte met kruisiging, derde kwart vijftiende eeuw. Museum Catharijneconvent, ABM t2011.

Kazuifel van H. Fermin met imitatie Kölner Borte, 1894.

Kölner Borten zijn kostbare, geweven en geborduurde banden, die tussen de 13de en 16de eeuw in Keulen werden vervaardigd. De in effenbinding geweven banden werden uit een linnen of wollen ketting en een inslag van zijde en gouddraad vervaardigd. Kölner Borten werden vooral gebruikt om liturgisch textiel te versieren. De banden zijn vaak gedecoreerd met christelijke teksten en voorstellingen, gecombineerd met eenvoudige motieven uit de volkskunst. Veel voorkomend zijn de namen van Christus – weergeven als JHESUS – en Maria, heiligenfiguren, wapenschilden, levensbomen en bloemen.
Kölner Borten werden in geheel Europa verhandeld en waren zeer populair. Door hergebruik zijn er nog veel bewaard gebleven en kunnen ze regelmatig worden aangetroffen in kerkschatten en musea.
Kölner Borten zijn over de gehele breedte geweven van gouddraad. De eenvoudige motieven van gekleurde zijde zijn ingeweven, fijne details werden geborduurd, complexe figuren werden vaak apart vervaardigd en geappliceerd. Er werd gebruik gemaakt van Keuls gouddraad, dat is samengesteld uit vergulde darm, in een smal strookje gewikkeld om een zijden kern. Deze gouddraad is veel goedkoper dan het zogenaamde Lyonse gouddraad, waarbij het wikkelstrookje geheel uit (verguld) metaal bestaat. De kennis van het Keulse gouddraad ging in de loop der eeuwen verloren. Hernieuwde belangstelling voor middeleeuws textiel leidde in de tweede helft van de 19de eeuw tot hernieuwde belangstelling voor de Kölner Borten en daarmee voor het Keulse gouddraad. Het feit dat dit gouddraad over de gehele breedte van de banden werd gebruikt, leidde tot de conclusie dat het hier om een goedkope techniek ging, die bovendien tot een soepeler weefsel leidde dan het Lyonse gouddraad. Na vele experimenten lukte het pas in 1889 om echt Keuls gouddraad te produceren en werden er opnieuw Kölner Borten van geweven. Succesvol werden deze echter niet. De imitaties van Kölner Borten die in de periode 1890-1920 in grote hoeveelheden werden vervaardigd, zijn dan ook niet van gouddraad geweven maar van van goudgele zijde.